# Thomas Vašek
Thomas Vašek (* 1968 in Wien) ist ein deutscher Buchautor und Journalist.

## Leben
Vašek studierte Volkswirtschaft und Mathematik. Von 1993 bis 2000 war er als Investigativjournalist beim österreichischen Nachrichtenmagazin  profil tätig. Von 2003 bis 2006 war er Chefredakteur beim Technology Review, von 2007 bis 2009 Chefredakteur des P.M.-Magazins und Redaktionsleiter des P.M.-Online-Angebots. Von 2011 bis zur Einstellung 2023 war er Chefredakteur der Philosophie-Zeitschrift Hohe Luft. 2019 wurde er für den LeadAward in der Kategorie „Magazin Debatte“ nominiert. Vašek gehörte von 2018 bis 2022 der Jury des  Tractatus-Preises für philosophische Essayistik an.
Seit 2023 ist er Head of Content beim neu gegründete Magazin human, das sich mit Fragen der  Künstlichen Intelligenz beschäftigt.
Vašek lebt in München.

## Publikationen (Auswahl)
- Ein Funke genügt. Edition Selene, 1999, ISBN 978-3-85266-075-2.
- Ich denke, also bin ich. Das Denktrainung fürs Gehirn. Rowohlt Taschenbuch Verlag, Reinbek 2009, ISBN 978-3-499-62540-4.
- Denkstücke: Lockerungsübungen für den philosophischen Verstand. Suhrkamp Verlag, 2012, ISBN 978-3-518-46394-9.
- Seele. Eine unsterbliche Idee: Warum wir mehr sind als die Summe unserer Teile. Ludwig Buchverlag, 2010, ISBN 978-3-453-28019-9.
- Work-Life-Bullshit: Warum die Trennung von Arbeit und Leben in die Irre führt. Goldmann Verlag, 2015, ISBN 978-3-442-15860-7.
- Zeit leben: So verstehen und nutzen wir den Takt der Welt. GRÄFE UND UNZER Verlag GmbH, 2018, ISBN 978-3-8338-6389-9.
- Philosophie! Die 101 wichtigsten Fragen. Konrad Theiss Verlag, Darmstadt 2017, ISBN 978-3-8062-3631-6.
- Land der Lenker. Die Deutschen und ihr Auto. wbg Theiss in Wissenschaftliche Buchgesellschaft, 2019, ISBN 978-3-8062-3928-7.
- Schein und Zeit: Martin Heidegger und Carlo Michelstaedter. Auf den Spuren einer Enteignung. Matthes & Seitz, Berlin 2019, ISBN 978-3-95757-638-5.